# Woodbury (Géorgie)
Pour les articles homonymes, voir Woodbury.
Woodbury est une ville du comté de Meriwether, dans l'État de Géorgie, aux États-Unis. Elle comptait 961 habitants au recensement de 2010.

## Histoire
Woodbury est l'une des plus anciennes villes du comté de Meriwether. Elle a grandi à environ dix miles au sud-est de Greenville dans la fin des années 1820. Elle a d'abord été nommée Sandtown pour le sable blanc qui recouvrait le sol. Lorsque le bureau de poste ouvre en 1845, le département PO change le nom en Woodberry. En 1854, l'orthographe a été officiellement changée pour Woodbury. La petite ville de Woodbury a atteint un pic de croissance en 1887 lorsque le chemin de fer est installé. Vers le début du XXe siècle, Woodbury connaît une croissance phénoménale avec la construction d'écoles, d'églises et l'installation entreprises concomitante à celle nouveaux résidents.

## Démographie
| 1880 | 1890 | 1900 | 1910 | 1920 | 1930 |
| ---- | ---- | ---- | ---- | ---- | ---- |
| 94   | 369  | 566  | 917  | 923  | 849  |

| 1940 | 1950 | 1960  | 1970  | 1980  | 1990  |
| ---- | ---- | ----- | ----- | ----- | ----- |
| 865  | 985  | 1 230 | 1 422 | 1 738 | 1 429 |

| 2000  | 2010 | - | - | - | - |
| ----- | ---- | - | - | - | - |
| 1 184 | 961  | - | - | - | - |

## Dans la culture populaire
- Woodbury est présente dans la série télévisée The Walking Dead, où elle devient une forteresse de survivants au cours d'une agression zombie. Cependant, dans la série télévisée, les scènes sont filmées à Senoia, Géorgie.
- The Red Oak Creek Covered Bridge, près de Woodbury, est le décor de la scène paroxysmique du film Des hommes sans loi.